# David Campos
David Campos, né le 20 avril 2000, est un coureur cycliste espagnol, spécialiste de VTT cross-country.

## Palmarès en VTT

### Coupe du monde
- Coupe du monde de cross-country espoirs
  - 2022 : 3e du classement général

- Coupe du monde de cross-country
  - 2023 : 42e du classement général
  - 2024 : 57e du classement général

- Coupe du monde de cross-country short track
  - 2023 : 35e du classement général
  - 2024 : 55e du classement général

### Championnats d'Europe
- Anadia 2022
  -  Médaillé d'argent du cross-country short-track
- Anadia 2023
  -  Champion d'Europe de cross-country short-track

### Championnats d'Espagne
- 2020
  - 2e du cross-country espoirs
- 2021
  -  Champion d'Espagne de cross-country eliminator
  - 2e du cross-country espoirs